# Xã Sulphur Springs, Quận Yell, Arkansas
Xã Sulphur Springs (tiếng Anh: Sulphur Springs Township) là một xã thuộc quận Yell, tiểu bang Arkansas, Hoa Kỳ. Năm 2010, dân số của xã này là 352 người.